# Dehme (Recht)

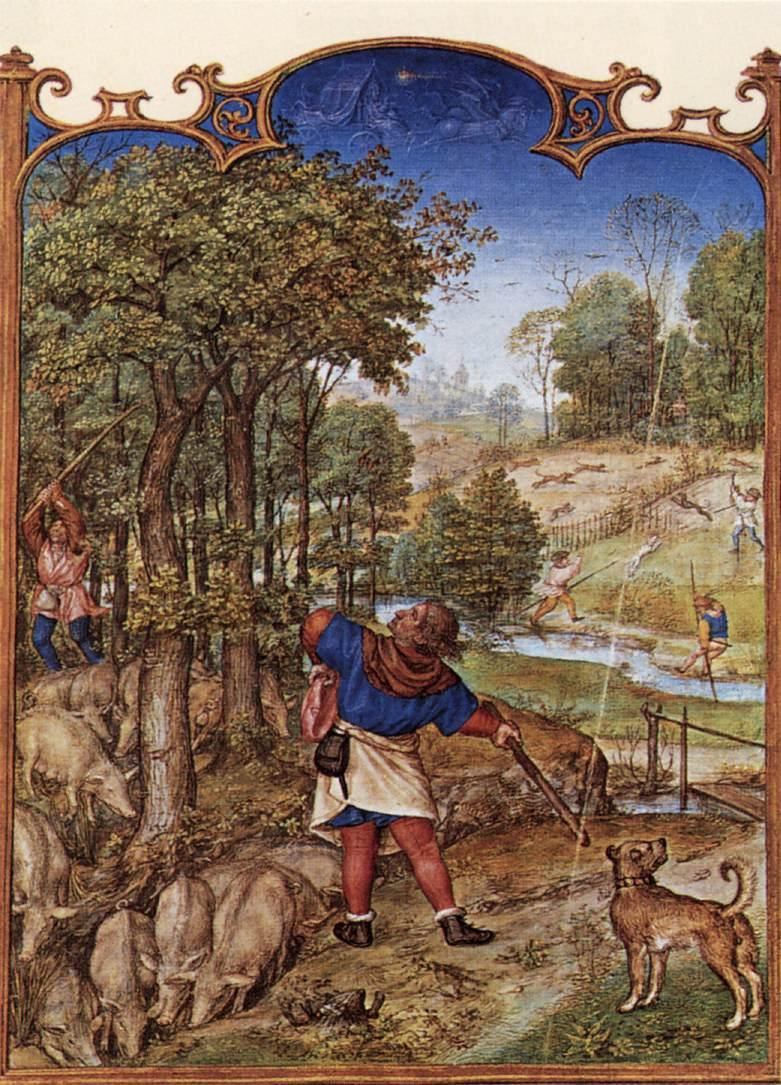
Schweinemast im Wald. Novemberbild aus dem Breviarium Grimani, um 1510.

Der Dehme ist ein Begriff aus dem Steuerwesen des Mittelalters und der frühen Neuzeit. Er bezeichnete ursprünglich eine allgemeine Abgabe, später aber speziell die Abgabe (Schweinezehnt), die für das Recht zu entrichten war, Schweine zur Mast mit Bucheckern und Eicheln in den Wald des Grundherren zu treiben. Der Begriff stammt vom mittelhochdeutschen dëhem. In der französischen Form dîme ist der lateinische Ursprung decima, der Zehnte, erkennbar.
In Anlehnung an die Hauptbedeutung kamen auch folgende Bedeutungen vor:
- das Waldweiderecht,
- die Waldmastperiode und
- das Mastschwein.

## Andere Formen (Auswahl)
- Dechdom
- Dechel
- Dechgelt
- Dechtem
- Deheim
- Dehem
- Deichdom
- Deichtem
- Dihme
- Dom
- Döme
- Techant